# Бобруйская область
Бобру́йская о́бласть (бел. Бабруйская вобласць) — административная единица на территории Белорусской ССР, существовавшая с 20 сентября 1944 года по 8 января 1954 года, когда была упразднена в ходе процесса укрупнения областей. Располагалась в центре и юго-востоке республики. Площадь по состоянию на 1 января 1947 года — 19,7 тыс. км². Административный центр — город Бобруйск.

## История
Образована Указом Президиума Верховного совета СССР из частей Минской, Могилёвской и Полесской областей, упразднена 8 января 1954 г. Указом Президиума Верховного совета СССР, административные районы вошли в состав Гомельской (Паричский район), Минской (8 районов) и Могилёвской областей (4 района). Город Бобруйск вошёл в состав Могилёвской области. Спустя 3,5 месяца, 26 апреля Верховный Совет СССР утвердил ликвидацию области.

## Административное деление
Область делилась на 14 районов: Бобруйский, Глусский, Гресский, Кировский, Кличевский, Копыльский, Краснослободский, Любанский, Октябрьский, Осиповичский, Паричский, Слуцкий, Старобинский и Стародорожский.